# Madeleine Giske
Madeleine Giske, född 14 september 1987, är en norsk fotbollsspelare som spelar för LSK Kvinner FK. Hon har tidigare spelat för bland annat Arna-Bjørnar.
Giske debuterade i norska A-landslaget den 25 mars 2006 mot Grekland. Hon har spelat 22 landskamper och gjort ett mål. Hon var en del av Norges trupp i VM 2011.